# Cosmarium quadrifarium
Cosmarium quadrifarium  là một loài Song tinh tảo trong họ Desmidiaceae, thuộc chi Cosmarium.